# Edessa (Griekenland)
Edessa (Grieks: Έδεσσα, Édessa) is een kleine stad in het noorden van Griekenland.
Het is sedert 2011 een fusiegemeente (dimos) in de Griekse bestuurlijke regio (periferia) Centraal-Macedonië.
De twee deelgemeenten (dimotiki enotita) van de fusiegemeente zijn:
- Edessa (Έδεσσα)
- Vegoritida (Βεγορίτιδα)

In de gemeente wonen zo'n 30.000 mensen, waarvan ruim 17.000 in de stad zelf. In de stad bevinden zich een aantal afdelingen van de Universiteit van Macedonië, waarvan de hoofdvestiging in Thessaloniki ligt.
De geschiedenis van Edessa gaat terug tot de oudheid. Tegenwoordig zijn vooral de waterbronnen en watervallen, onder meer in het centrum van de stad, een toeristische attractie. Edessaikos is de lokale voetbalclub.
De Griekse Spoorwegorganisatie OSE onderhoudt vanuit Edessa verschillende diensten naar de steden Veria en Thessaloniki in Centraal-Macedonië en de steden Florina en Kozani in West-Macedonië.

## Geografie
Edessa is gebouwd aan de voet van de berg Vermion en kijkt uit over de vlakte van Centraal-Macedonië.